# Andrés Marín Vargas
Andrés Marín Vargas (Sevilla, 26 de octubre de 1969) es un coreógrafo y bailarín español e hijo del bailador y profesor de baile Andrés Marín y de la cantaora Isabel Vargas. En 2022 ganó el Premio Nacional de Danza.

## Biografía
Comenzó a bailar desde niño, a los 4 años, de la mano de su padre y a los 7 ya lo hacía en la academia de sus padres en Sevilla (en esa época la enseñanza del flamenco se realizaba en formato de clases particulares con un máximo de tres alumnos). A partir de los 11 años, en 1980, en una época que estaba de moda los espectáculos de “Variedades”, su padre, que bailaba en diversas compañías como la de Juanito Valderrama, hizo que participara en sus espectáculos, hasta que a los 14 años lo deja todo.
Como él relata personalmente: el Flamenco para mi ha sido una espina por una parte y una suerte por otra. Una espina, porque de pequeño veía como mis padres se separaban para marcharse de gira; porque éramos cinco hermanos y sufríamos esa situación de soledad; porqué la profesión de artista, la de bailaor, no está catalogada y no tenía, ni tiene, un reconocimiento social. Y es una suerte porqué el Flamenco pertenece a la Cultura del Pueblo y es un género muy bien desarrollado culturalmente. José de La Tomasa me dijo un día que, El Flamenco, es grande, porque lo hicieron grandes músicos salidos del pueblo. Gente íntegra en sus ideas y su cultura. Por el contrario, de los vividores se formaban los gobiernos.
En 1988, a los 19 años, conoce a Emilia, con la que se casaría un año más tarde y que se convertiría en su talismán, su estrella de la buena suerte. A partir de ese momento Andrés Marín comienza a crear un nuevo estilo de Flamenco.
Ya que necesitaba una fuente de ingresos para su recién estrenada familia, Andrés se puso a trabajar en la academia de sus padres, hasta que en 1990, entusiastas de su arte y de su trabajo, lo llevaron de gira por Europa y el Mundo. En Holanda estuvo entre tres y cuatro veces al año ("¡Viva Cádiz!" representada en el Teatro Paradiso de Ámsterdam y en el Teatro Rasa de Utrecht), trabajó también Alemania, en Finlandia ("¡Ay, Flamenco!"), en Suecia, en Estados Unidos y en 1992, Tele 5 y Nippon Television, el primer canal de televisión japonesa, hacen un reportaje sobre su baile y su estudio, que lo llevó a que lo contrataran como solista y coreógrafo en las obras "Sadayacco en Barcelona" representada en el teatro Space Zero en Tokio y en el Gran Teatro de Osaka en 1993 y finalmente con todo su espectáculo en el conocido local de Tokio “El Flamenco”.

## Actividad Artística con la Compañía Andrés Marín
A inicios del 2000 conoce a Daniela Lazary, productora y distribuidora francesa, la que con su empresa Arte & Movimiento se fija en él y lo anima a crear. Siendo desde entonces un bastión muy importante en su carrera ya que lo embarque en múltiples giras por todo el mundo. A finales de 2001 forma su propia compañía. Desde entonces, sus trabajos han sido acogidos por los principales circuitos europeos, tanto del género Flamenco como de la Danza contemporánea.

### Espectáculos con la Compañía
- "Trilogía" en 2000, un trabajo sobre el pasado, presente y futuro del baile masculino. Participa junto a los bailaores Torombo y Rafael Campallo, con música de Juan Antonio Suárez Cano.[6]

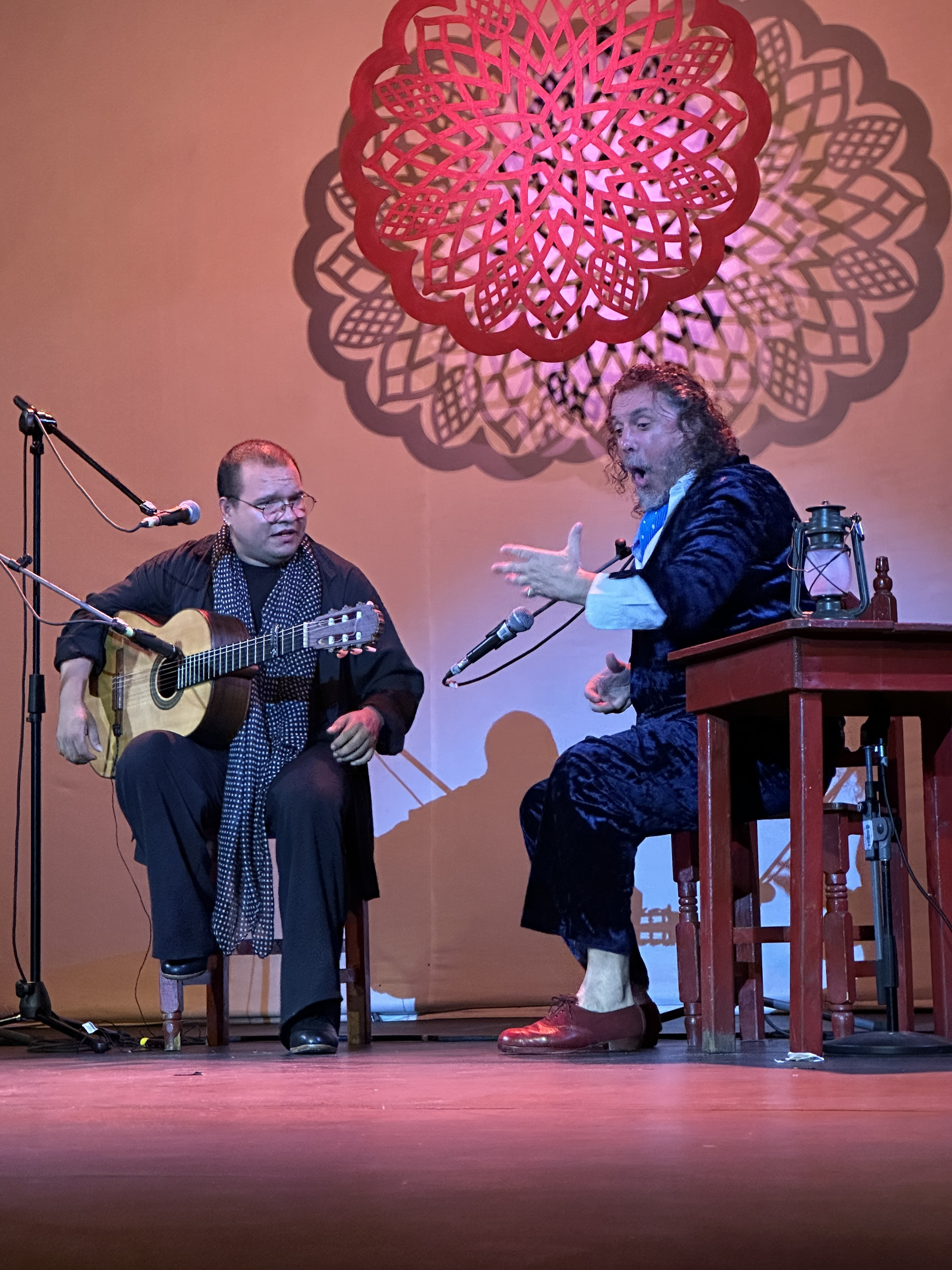
Torombo con un cantaor de flamenco en Xalapa, México

- "Más allá del tiempo", en 2000. El primer espectáculo de la Compañía Andrés Marín, se estrena en la Maison de la danse de Lyon y posteriormente realiza más de sesenta actuaciones en distintos países con representaciones en la XII Bienal de Flamenco de Sevilla, el Thèâtre de la Ville de París, el Festival de Jerez, la Ópera de Lille, y el "New World Flamenco Festival" de Los Ángeles, entre otros espacios. Participa en el festival “¡Mira!” en el TNT y en la emisión en directo de “Dance Celebration!” para el Canal Arte en la Maison de la Danse junto con los coreógrafos José Montalvo, Jiří Kylián y Bill T. Jones.[7]

- "Asimetrías" en 2004. Se estrena dentro de la “XIII Bienal de Flamenco de Sevilla”, con gran éxito. Se presenta también en el Teatro de Sadler's Wells de Londres, el Thèâtre de la Ville de París, la Maison de la Danse de Lyon, y la Ópera nacional de Letonia, en el Festival de Jerez y en los festivales flamencos de Barcelona, Helsinki, Monterrey, Albuquerque (USA), Düsseldorf y Hamburgo. Marín colabora con Pilar Albarracín en la acción para vídeo “Bailaré sobre tu tumba,” expuesta en las Atarazanas Reales de Sevilla. En 2008 se presenta en el Teatro Campoamor dentro del Festival de Danza Oviedo.[8]

- "Vanguardia Jonda" se estrena en el Centre culturel de Bonlieu de Annecy el 14 de marzo de 2006. Esta obra nos sumerge en el ambiente de los cafés cantantes de Sevilla de finales del siglo XIX y principios del XX. Este espectáculo sirve de laboratorio de creación personal del bailaor y que han sido acogidos por diversos espacios Europeos como el Festival de Mont-de-Marsan, la Bienal de la Danza de Lyon, o el Festival París Barrio de Verano.[9]

- "El Alba del último día", estrenada el 7 de octubre de 2006 en la “XIV Bienal de Flamenco de Sevilla”. En 2007 el espectáculo se representa en el XVII Festival de Flamenco de Nîmes, en la décima edición del ciclo "Flamenco Viene del Sur" en Granada y Málaga y en el "Festival de Flamenco de Monterrey". En 2008 la compañía emprende una gira con este espectáculo por varios teatros de Holanda y Francia, entre ellos la Ópera Comédie de Montpellier y en España en el XII Festival de Jerez de la Frontera y en las XXIV Jornadas Flamencas de Fuenlabrada (Madrid).[10]

- “El cielo de tu boca”, estrenada en la “XV Bienal de Flamenco de Sevilla” el 12 de septiembre de 2008, Marín baila sobre la música de las campanas que tañe el compositor experimental Llorenç Barber. La obra inaugura la II Bienal de los Países Bajos, viajando después por espacios contemporáneos como el Mercado de las Flores en Barcelona, el festival MiRA!, Montpellier Danse o el Festival de Danse de Cannes en Francia. Se presenta en el ciclo Flamenco Viene del Sur en Granada y Málaga, el Teatro Falla de Cádiz, el XVII Festival de Nîmes y en la Sala Pleyel de París, entre otros eventos.[11][12][13]

- "Somos Sonos", estrenada en el Museo Picasso de Málaga, 2010. Una propuesta que se adentra en el territorio de la performance, un diálogo abierto, audaz y despojado de artificios, entre Llorenç Barber y Andrés Marín.[14]

- "La Pasión según se mire". Estrenada el 03 de marzo de 2010 en el Teatro Villa Marta dentro del XIV Festival de Jerez de la Frontera. Comparte las aportaciones de tres invitados irrepetibles: Lole Montoya, Concha Vargas y José de la Tomasa. En 2011 el espectáculo se presenta en elXVIII Festival de Nîmes, la Maison des arts et de la culture de Créteil o el Lucent Danstheater en La Haya. El espectáculo es aclamado unánimemente por el público y la prensa especializada (ver referencias)[15][16][17][18][19][16][20][21]

- "Op.24" se estrena en L’Avant-Scène de Cognac (Charente) el 14 de enero de 2010. Sinopsis: El año 1924 es el símbolo de un intento de aperturismo e innovación dentro del arte flamenco. Mientras unos se anclaban en una severa dogmatización de los cánones del pasado, otros optaban por proponer nuevas formas para conquistar a un público cansado. Op. 24 se inscribe en ese contexto de transición y libertad que es a la vez fiel a la más pura tradición y la toma como punto de partida para dar cabida a una creatividad desnuda y personal.[22][23]

- "Tuétano" el 23 de junio de 2012 se estrena en el Thèâtre de l'Agora de Montpellier dentro del Festival Montpellier Danse 2012. Es un viaje a lo más profundo, a lo más orgánico. Marín se inspira en los textos surrealistas del poeta Antonin Artaud y cuenta con la colaboración especial de los artistas Concha Vargas y Tomasa La Macanita. Coproducido y estrenado en Francia, el espectáculo se representa por primera vez en España en la XVII Bienal de Flamenco de Sevilla el 11 de septiembre de 2012 en el Teatro Lope de Vega de Sevilla.[24][25][26][27][28]

## Otras actividades
- En 1992 participa en la obra "Sadayacco en Barcelona" en gira por Japón. Se estrena en el Space Zero de Tokio y en Osaka (1993).[29]
- En 2000, dirige cursos de baile para el Ballet Nacional de España[30] y la Compañía Andaluza de Danza.[31]
- Diversas actividades del 2007-2010
  - Marín interpreta a Federico García Lorca en “Poeta en Nueva York”, obra creada por Blanca Li para el ciclo “Lorca y Granada en los Jardines del Generalife” (La Alhambra) con 38 representaciones y 55.000 espectadores.[32][33] También se representa en el Théâtre National de Chaillot de París.[34]
  - Es invitado a participar en “Le Bal de la Rose” (Fondation Princesse-Grace-de-Monaco), una gala benéfica que organizan anualmente los Príncipes de Mónaco y dedicada este año al director de cine Pedro Almodóvar.[35]
  - Participa en el VI Festival de Música Española de Cádiz con la suite de Isaac Albéniz "Iberia", que fue interpretada por el pianista Oscar Martín junto a su baile.[36]
- Colabora en diversas ocasiones con Arte (canal de televisión), realizando numerosas grabaciones en espacios como la Maison de la Danse, compartiendo escenario con coreógrafos como Jiří Kylián y Bill T. Jones.[37][38]
- El 16 de junio de 2013 participa en "Rencontres", una noche de improvisación entre la danza flamenca y la danza contemporánea Andrés Marín baila con Kader Attou, Carolyn Carlson y Eva Yerbabuena dentro del marco de la I Biennale d'art flamenco del Théâtre National de Chaillot de París.[39]
- El 07 de junio de 2013 estrena en la ciudad marroquí de Fez (Marruecos) dentro del Festival de Fès des Musiques Sacrées du Monde, inaugurando la 19.ª edición, con un espectáculo único de creación "El Amor es mi Religión", en donde Andrés realiza la Dirección Escénica y además aporta su baile. Además cuenta con la coordinación musical de Abdallah Ouazzani y las grandes artistas: Carmen Linares, Françoise Atlan, Tomasa La Macanita, Chérifa, Bahaâ Ronda, Marouanne Hajji, la orquesta El Quad y una treintena de músicos del mundo árabe andalsí, sufí, amazig y del Flamenco.[40][41]
- El 08 de octubre de 2013 se estrena en el Théâtre des Haras de Annecy, la obra "Gólgota" en donde colabora con el prestigioso director y coreógrafo francés Bartabas. Este espectáculo es un mano a mano, un diálogo entre el hombre, el animal, la danza y la música silenciosa de Tomás Luis de Victoria, una vez más demostrando que el Flamenco no tiene fronteras y que es un arte vivo.[42][43][44][45] Del 26 de abril al 11 de mayo de 2014 actúa en París, en el Teatro del Rond-Point. María Luisa Gaspar de la Agencia EFE, entrevista a Marín. La Vanguardia y otros medios se hacen eco de ello.[46][47][48][49][50] Del 23 al 27 de julio de 2015, están en el teatro Costanzi de Roma.[51][52]

## Sus Influencias[2]
Andrés Marín, gran conocedor de los propios orígenes del Flamenco, aclara que este arte no es una creación gitana. Es una creación abierta, de payos y gitanos, nacida en la cultura en la baja Andalucía, en el sur de Valencia y en Extremadura. Los gitanos lo adoptaron para su propia diversión y necesidad, creando una visión peculiar del Flamenco, añadiendo su importantísima aportación, que aún perdura, a este arte. También considera que el arte del Flamenco en la época de la República era mucho más libre que el que se vivió durante la dictadura de Franco, que fue mucho más rígido y encorsetado con patrones fijos, muy concretos. Después de la muerte de éste se ha vuelto a abrir. Desgraciadamente el mensaje político influye también en el arte.
Él “aprendió” del teatro y del arte de su padre, Andrés Marín y del cante de su madre, Isabel Vargas, pero son sus grandes influencias en su arte creativo: Antonio Gades (en “Bodas de Sangre”), Antonio Ruiz Soler "Antonio", Vicente Escudero, etc. También influyen en su Flamenco, el bailarín ruso Vaslav Nijinsky, el Teatro Kabuki y sobre todo de la Danza Butō y la pintura y arquitectura que surge de los movimientos vanguardistas.
Para él, el Baile, el Flamenco que él representa, es un vehículo para navegar y comunicarse. Es el lenguaje del Hombre más que el del propio género. Es su comunicación no verbal más personal.

## La Crítica
El 23 de septiembre de 1996, en la IX Bienal del Arte Flamenco de Sevilla, en el Teatro La Maestranza, se presentó el espectáculo “Bailaores”, con El Güito, El Mimbre, Ramírez, José Fernández, Juan Paredes y Andrés Marín. Ahí se comenzó a vislumbrar la nueva forma de entender el Flamenco por parte de Andrés. Los críticos puristas le hizo una reseña desfavorable, en especial Ángel Caballero de “El País”, pero la de Manuel Bohórquez de “El correo de Andalucía”, que hizo una dura crítica del espectáculo, sin embargo dijo que lo que había presentado Andrés Marín era el futuro del Flamenco. Esto le alentó aún más a seguir adelante con su proyecto de innovación creativa. Encontramos grandes reseñas de Marie-Christine Vernay, Fermín Lobatón, Manuel Bohórquez, Rosalía Gómez, Miguel Mora, José María Velázquez-Gaztelu, Silvia Calado, Manuel Martín Martín, Francisco Sánchez Múgica, Luis Román, Estela Zatania, etc. (referencias de estas críticas en cada uno de los espectáculos que no están copidao nuevamente para no repetirlos).

## Reconocimientos
- Mejor Bailaor en la XIV Bienal de Flamenco de Sevilla por el Diario de Sevilla[55] (2008)
- Finalista en los Premios Max como Mejor Interpretación Masculina de Danza por la obra el Poeta en Nueva York en donde él interpreta a Lorca(2008)[56]
- Premio Giraldillo a la Mejor Música a Salvador Gutiérrez y Andrés Marín por La Pasión según se mire en la Bienal de Sevilla (2010)[57]
- Premio Giraldillo al Momento Mágico de la Bienal 2010 por La Pasión según se mire, para el baile de Andrés Marín con Concha Vargas (2010)[57]
- El 08 de octubre de 2010 en Informativos Telecinco a raíz de su actuación en el Gran Teatro del Liceo de Barcelona, Enrique Morente, a preguntas del periodista de esta cadena sobre el Flamenco Vanguardista de Andrés Marín, que acababa de estrenar La Pasión según se mire con una peculiar puesta en escena con cachirulos de grandes dimensiones, dijo: Yo creo que Andrés Marín es un gran creador y un gran artista. (esta reseña fue borrada del site de Telecinco por un problema de derechos con el guitarrista pero se conserva en su Archivo Audiovisual de consulta privada).[58]
- Premio Giraldillo al Baile de la Bienal 2020 por La vigilia perfecta
- En 2022 obtuvo el Premio Nacional de Danza en la categoría de creación junto a Ana Morales Moreno, que lo hizo en la modalidad de interpretación.[1]